# 克鲁门纳布
克鲁门纳布是德国巴伐利亚州的一个市镇。总面积17.68平方公里，总人口1544人，其中男性778人，女性766人（2011年12月31日），人口密度87人/平方公里。